# Église Saint-Nazaire-et-Saint-Celse de Brissac
Pour les articles homonymes, voir Église Saint-Nazaire-et-Saint-Celse.
L'église Saint-Nazaire-et-Saint-Celse est une église romane située à Brissac dans le département français de l'Hérault en région Occitanie.

## Historique
L'église Saint-Nazaire-et-Saint-Celse de Brissac fut construite aux XIe et XIIe siècles. En 1073, un texte du cartulaire de Maguelone cite un vieux moulin avec ses meules, ses paissières et ses béals, intégré in stari claustri ecclesiae, c'est-à-dire à l'intérieur de l'enceinte de l'église. Cette mention atteste que l'espace monastique était alors terminé à cette date. La datation de l'église peut être confirmée par la coïncidence de plusieurs marqueurs de la deuxième moitié du XIe siècle : arc de tracé lombard au portail, baie cruciforme au mur triomphal, chapiteau de style archaïsant du même style que ceux de la crypte de l'abbatiale Sainte-Marie de Cruas, un autre fondation anianaise. 
Ancien prieuré relevant de l'abbaye d'Aniane, l'église, mentionnée dès 1123, a été construite par les moines bénédictins sur l'emplacement d'un temple consacré à une déesse des eaux. Deux colonnes en marbre d'origine antique sont réemployées pour la séparation des trois arcades du portail monumental.
La paroisse est nommée Sancti Nazari de centum fontibus (Saint-Nazaire aux cent fontaines) dans un cartulaire de Maguelone daté de 1270 ou encore Parochia Sancti Nazarei vel Sancti Nazari et Celsi de Brixiaco.
Le clocher fut détruit par les protestants en 1562 et l'église fut saccagée par les Camisards en 1703.
L'église fait l'objet d'un classement au titre des monuments historiques depuis le 11 juin 1907 et a été remise en valeur par une campagne de restauration menée de 1937 à 1948.

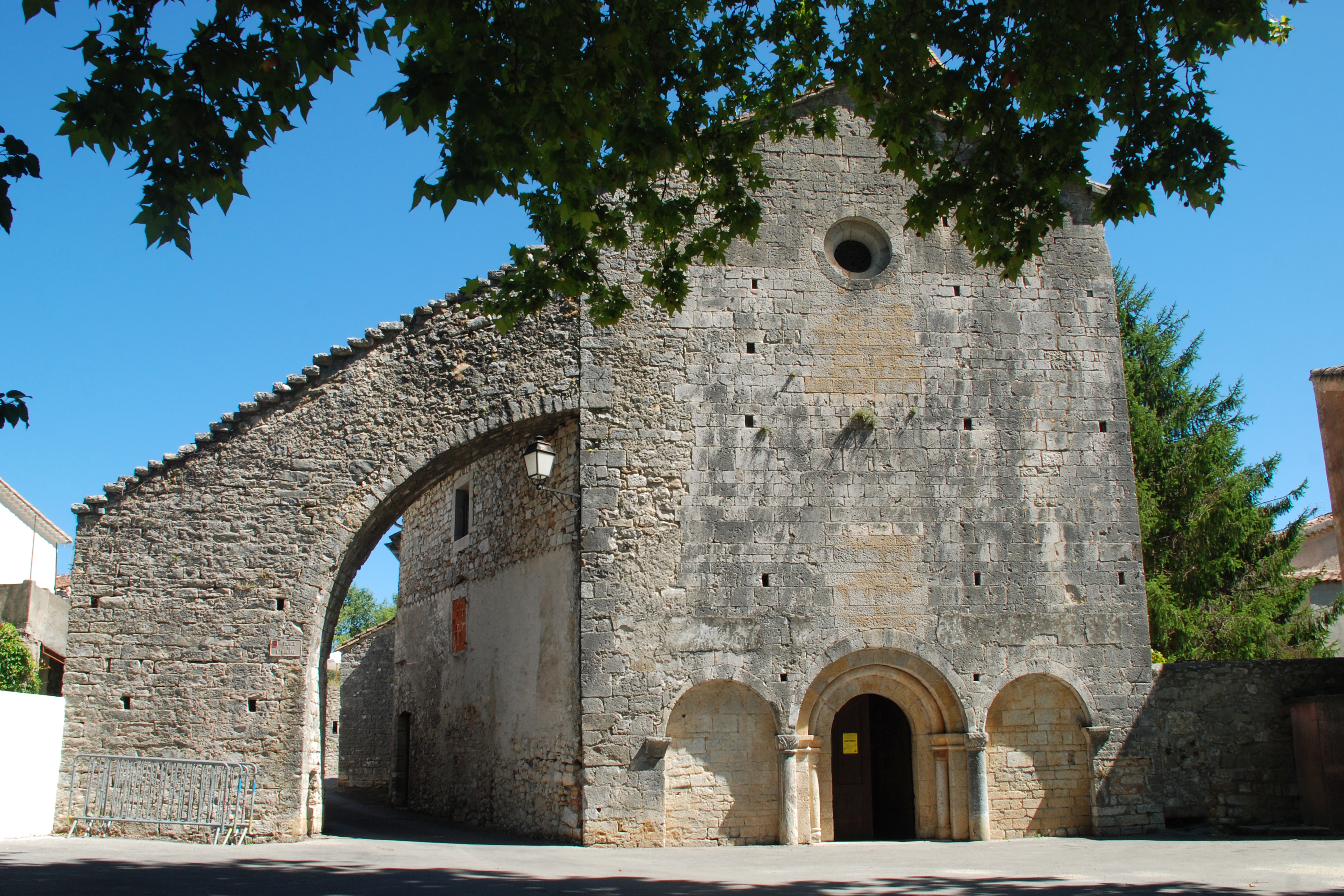
La façade et son puissant contrefort.

## Architecture

### Maçonnerie
L'église, recouverte de tuiles rouges, est édifiée en pierre de taille assemblée en grand appareil avec, par endroits, des traces de réfection en moellons.

### Extérieur de l'église

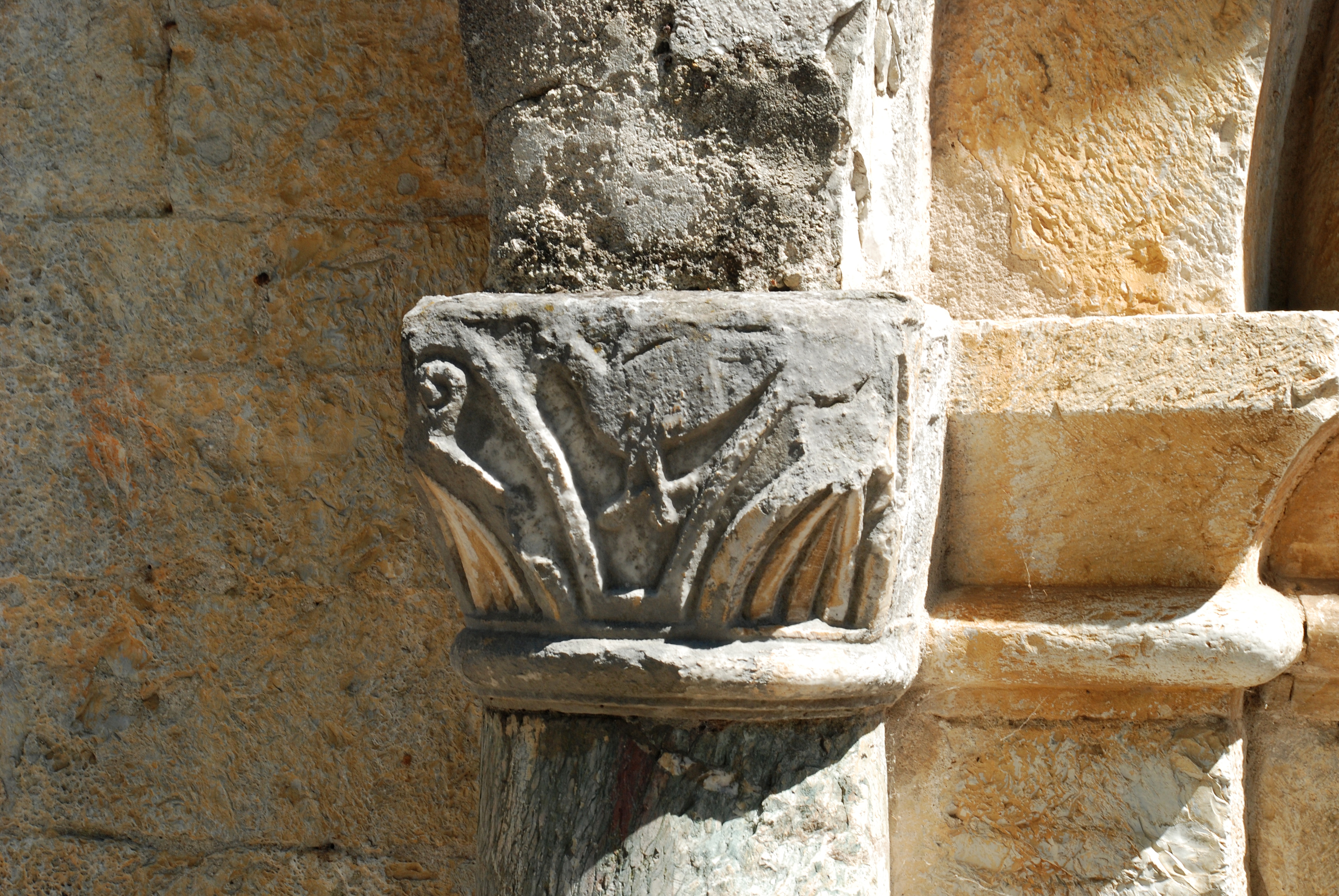
Chapiteau de gauche, représentant un oiseau dans un décor de plantes.

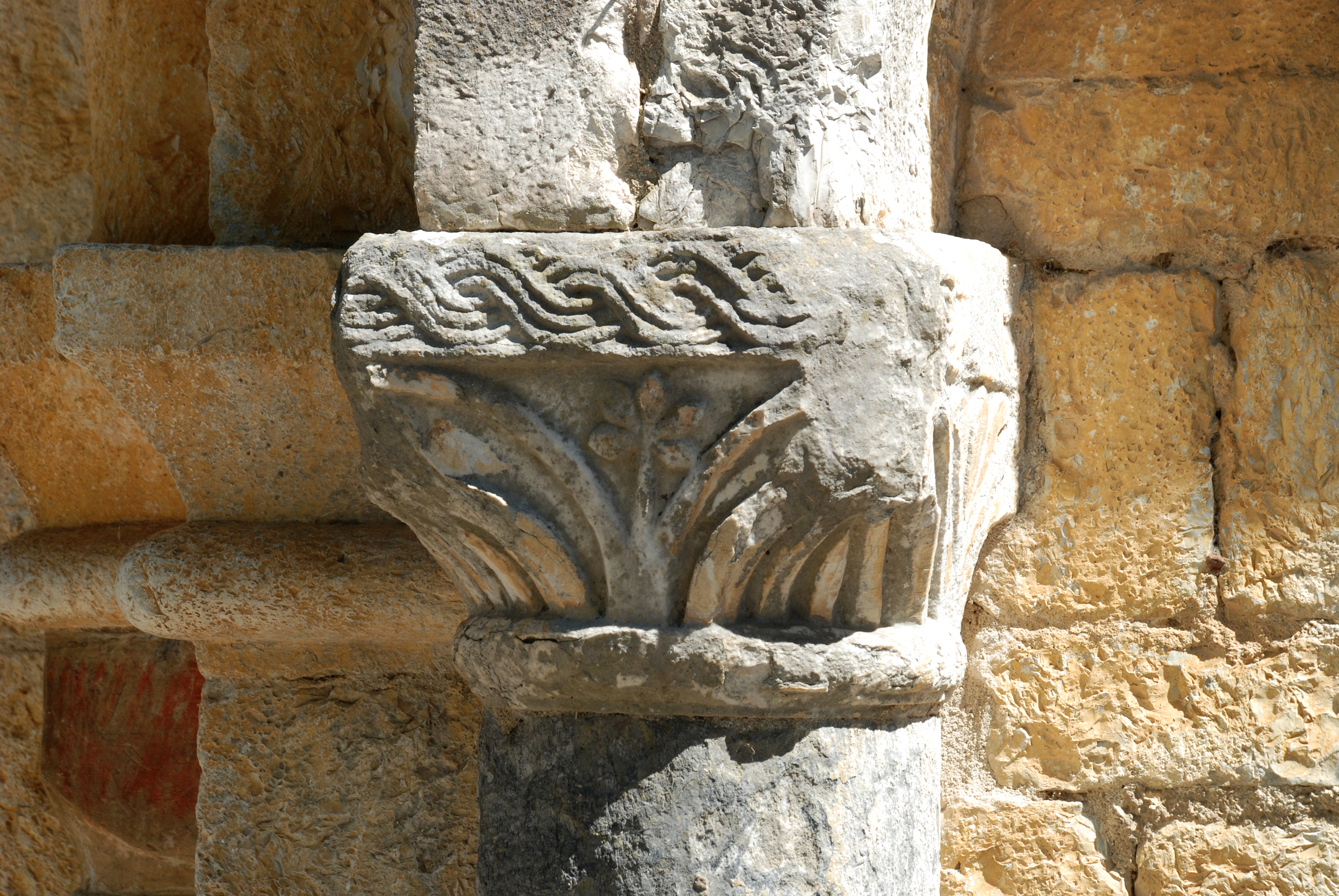
Chapiteau de droite, figurant une fleur entourée de motifs végétaux.

À l'ouest, l'église présente une haute façade austère, soutenue sur sa gauche par un très puissant contrefort livrant passage à la rue. Le contrefort retenant la partie gauche de la façade semble avoir été rajouté dans le courant du XVe siècle, à la suite d'une instabilité dans la maçonnerie. L'édifice, pourtant vouté en plein cintre, ne reçoit aucun contreforts suffisamment épais pour permettre de contrebuter la pression des arcs doubleaux. Le mur Sud de l'église est le mieux conservé et montre les baies à double ressaut qui viennent éclairer l'intérieur de l'édifice. Le mur Nord semble avoir subi de nombreuses réfections, avec la création de plusieurs ouvertures modernes, du temps où l'église était occupée par des espaces d'habitation privés. 
Cette façade, percée à intervalles réguliers de trous de boulin (trous destinés à ancrer les échafaudages), présente trois zones de maçonnerie différentes, le haut de la façade étant fait de blocs de pierre de taille plus foncés et la partie gauche présentant de larges zones de réfection en moellons.
On accède à l'église par un portail qui semble comme écrasé par la masse impressionnante de la façade et qui est composé de trois baies cintrées dont la voussure externe possède des « claveaux plus étroits à la base qu'au sommet (aux sommiers qu'à la clé) » donnant à l'extrados un aspect légèrement brisé, comme à Saint-André-de-Buèges, Saint-Jean-de-Buèges et Pégairolles-de-Buèges. 
La baie centrale est une baie à triple voussure, flanquée de chaque côté d'une colonne et d'un pilier à chapiteau lisse. La deuxième voussure à compter de l'intérieur est un arc torique (boudin).
La séparation entre la baie centrale et les deux baies aveugles qui l'encadrent est assurée de part et d'autre par une colonne à chapiteau sculpté. Le chapiteau de gauche représente un oiseau dans un décor de plantes, tandis que celui de droite figure une fleur (ou une feuille à cinq folioles) entourée de motifs végétaux. L'abaque ou tailloir de ce chapiteau est orné d'un motif de tresse.
Plus haut, la façade présente les cicatrices laissées par d'anciennes baies aujourd'hui murées, surmontées d'un grand oculus ajouté en 1930 .

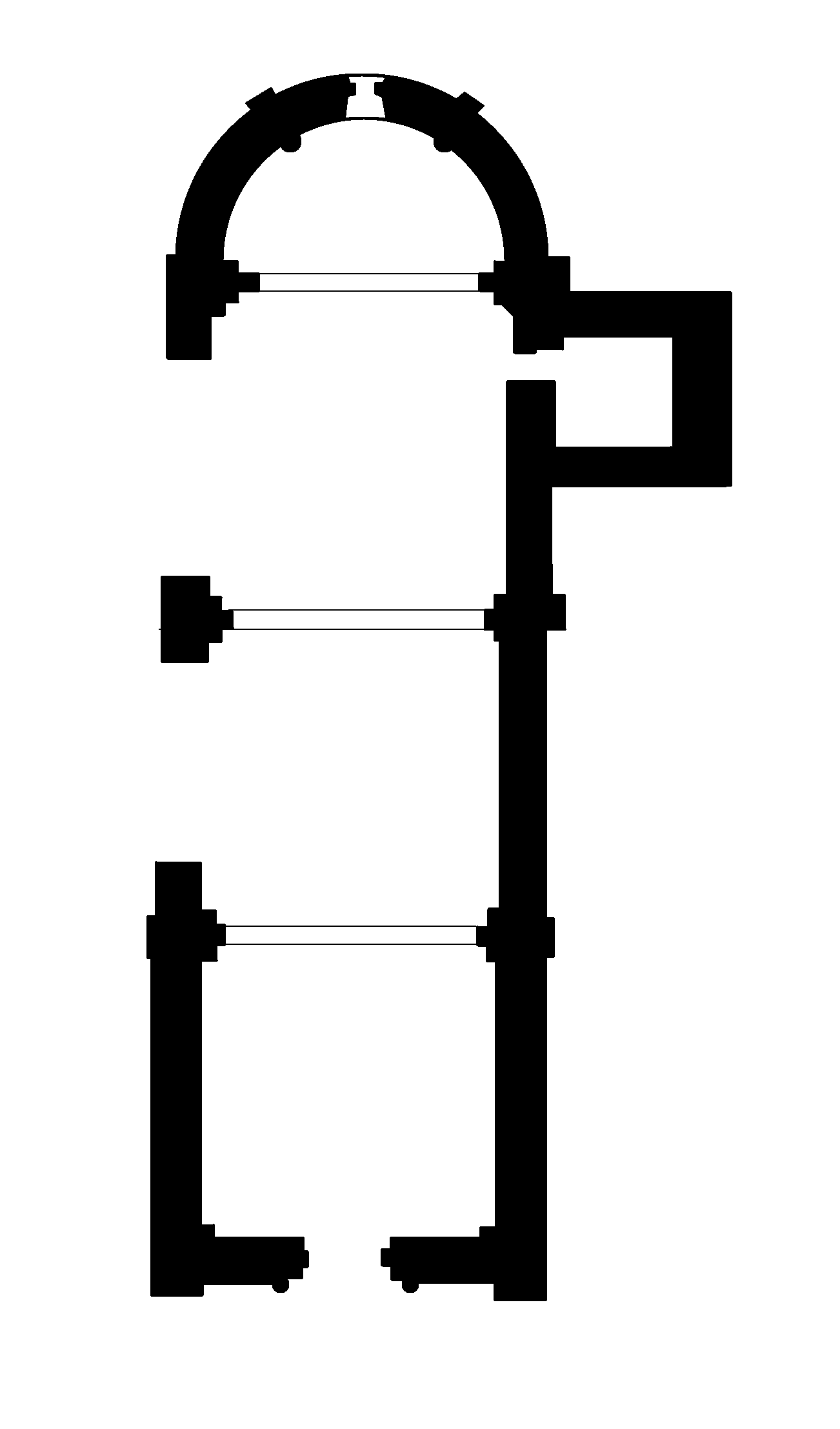
Plan au sol de l'église, dans ses parties datant du XIe siècle.

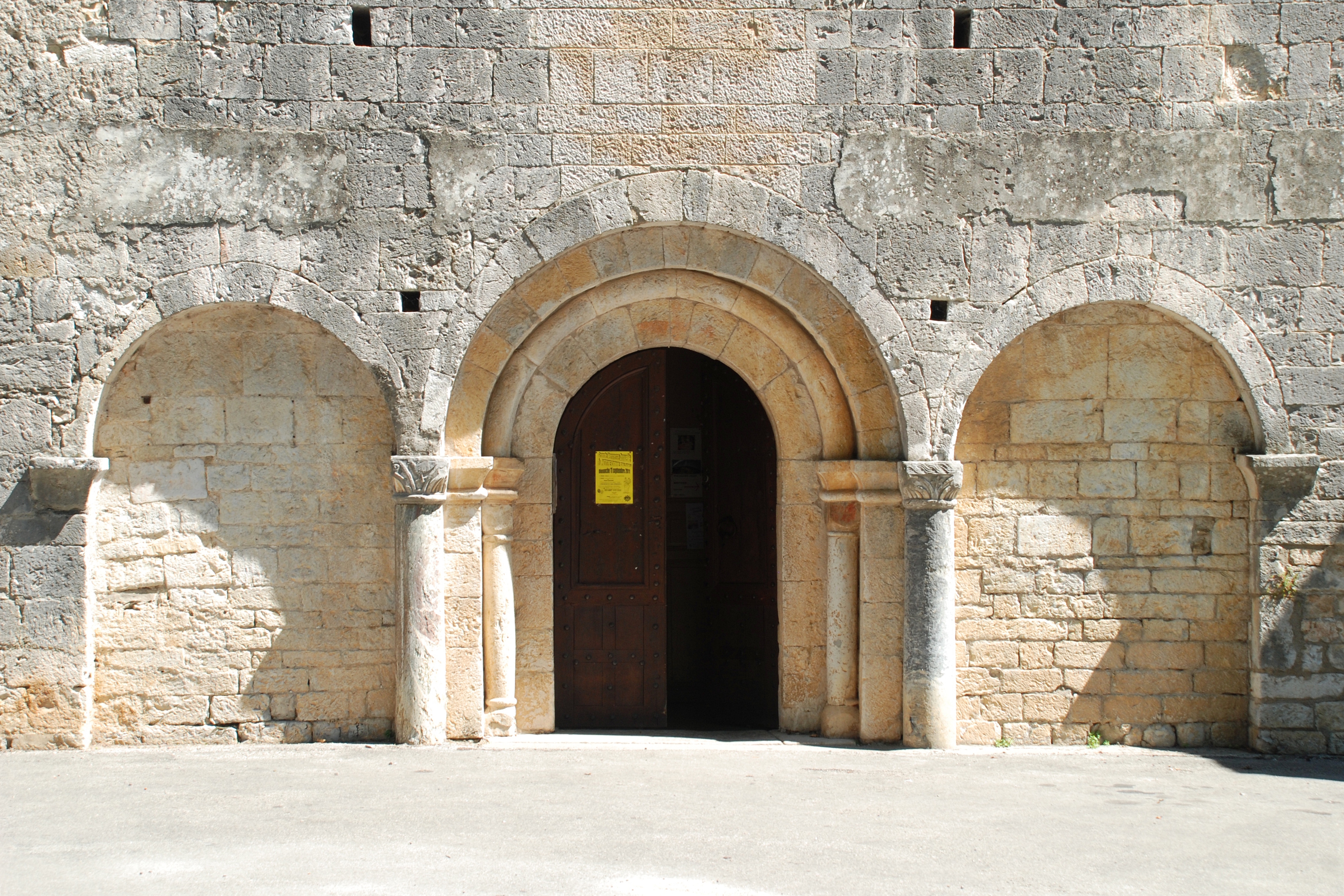
Le portail.

L'abside de l'église est ornée à l'extérieur d'un feston d'arcatures bandées quatre par quatre entre des lésènes plates. L'extrados des arcs supporte un cordon de dents d'engrenage, surmonté lui même d'une corniche très élaborée avec demi rond et cavet. Le même décor, sans les dents d'engrenage se retrouve en haut des murs latéraux.

### Intérieur de l'église
L'édifice est à nef unique et comporte trois travées de même taille, avec un décrochement des volumes à partir de l'abside. Un éclairage intérieur est apporté par la présence de baies situées les murs gouttereaux de chaque travées et part la baie cruciforme au mur triomphal soutenue par un arc à double rouleau. Un cordon biseauté passant par la sommet des pilastres marque le départ du berceau de la nef, soutenue par des doubleaux. Des arcs de décharge au départ d'impostes situées à mi-hauteur de la nef rythment l'ensemble. 
Comme à Goudargues et à Saint-Sylvestre des Brousses, le mur de l'abside est décoré par des arcs aveugles et par des colonnettes. Les chapiteaux et abaques sont piquetés de fines alvéoles à l'allure de nids d'abeilles. La corniche qui court à la naissance du cul-de-four est sculptée artistiquement d'un triple rang de damiers. La baie axiale qui éclaire l'abside est mise en valeur par un arc polychrome ou alternent claveaux blancs et gris, tout comme l'arc central.